# وزیر امور اقتصادی و دارایی
وزیر امور اقتصادی و دارایی وزیر وزارت‌خانهٔ امور اقتصادی و دارایی و یکی از اعضای هیئت دولت جمهوری اسلامی ایران است. این وزارت‌خانه از ادغام وزارت‌خانه‌های دارایی و اقتصاد در سال ۱۳۵۳ شکل گرفت.

## فهرست

### پهلوی
| ر. | نام         | نام                            | نگاره                  | آغاز تصدی       | پایان تصدی   | دولت         | م.    |
| -- | ----------- | ------------------------------ | ---------------------- | --------------- | ------------ | ------------ | ----- |
| ۱  |             | هوشنگ انصاری (زادهٔ ۱۳۰۵)       |                        | ۷ اردیبهشت ۱۳۵۳ | ۱۰ آذر ۱۳۵۶  | هویدا ۳      | [ ۲ ] |
| ۱  |             | هوشنگ انصاری (زادهٔ ۱۳۰۵)       | هویدا ۴                | ۷ اردیبهشت ۱۳۵۳ | ۱۰ آذر ۱۳۵۶  | [ ۳ ]        |       |
| ۱  | آموزگار     | هوشنگ انصاری (زادهٔ ۱۳۰۵)       | [ ۴ ]                  | ۷ اردیبهشت ۱۳۵۳ | ۱۰ آذر ۱۳۵۶  |              |       |
| ۲  | آموزگار     |                                | محمد یگانه (۱۳۷۴–۱۳۰۲) |                 | ۱۰ آذر ۱۳۵۶  | ۱۵ آبان ۱۳۵۷ | [ ۵ ] |
| ۲  | شریف‌امامی ۳ | [ ۶ ]                          | محمد یگانه (۱۳۷۴–۱۳۰۲) |                 | ۱۰ آذر ۱۳۵۶  | ۱۵ آبان ۱۳۵۷ |       |
| –  |             | عباس قره‌باغی (۱۳۷۹–۱۲۹۷)سرپرست |                        | ۱۵ آبان ۱۳۵۷    | ۲۰ آبان ۱۳۵۷ | ازهاری       | [ ۷ ] |
| ۳  |             | حسنعلی مهران (زادهٔ ۱۳۱۶)       |                        | ۲۰ آبان ۱۳۵۷    | ۱۶ دی ۱۳۵۷   | ازهاری       | [ ۸ ] |
| ۴  |             | رستم پیراسته (زادهٔ ۱۳۱۵)       |                        | ۱۶ دی ۱۳۵۷      | ۲۲ بهمن ۱۳۵۷ | بختیار       | [ ۹ ] |

### جمهوری اسلامی
| ر.  | نام    | نام                                   | نگاره     | آغاز تصدی       | پایان تصدی      | دولت              | رئیس دولت | م.            |
| --- | ------ | ------------------------------------- | --------- | --------------- | --------------- | ----------------- | --------- | ------------- |
| ۵   |        | علی اردلان (۱۳۷۸–۱۲۹۳)                |           | ۲۵ بهمن ۱۳۵۷    | ۱۵ آبان ۱۳۵۸    | موقت              | بازرگان   | [ ۱۰ ]        |
| ۶   |        | سید ابوالحسن بنی‌صدر (۱۴۰۰–۱۳۱۲)       |           | ۲۱ آبان ۱۳۵۸    | ۲۰ بهمن ۱۳۵۸    | موقت شورای انقلاب | بهشتی     |               |
| –   |        | رضا سلیمی (زادهٔ ؟) سرپرست             |           | ۲۰ بهمن ۱۳۵۸    | ۱۹ شهریور ۱۳۵۹  | موقت شورای انقلاب | بنی‌صدر    | [ ۱۱ ]        |
| –   |        | سید محسن نوربخش (۱۳۸۲–۱۳۲۷) سرپرست    |           | شهریور ۱۳۵۹     | ۲۰ اسفند ۱۳۵۹   | نخست              | رجایی     | [ ۱۲ ]        |
| ۷   |        | حسین نمازی (زادهٔ ۱۳۲۳)                |           | ۲۰ اسفند ۱۳۵۹   | ۶ آبان ۱۳۶۴     | نخست              | رجایی     | [ ۱۳ ]        |
| ۷   | دوم    | حسین نمازی (زادهٔ ۱۳۲۳)                | باهنر     | ۲۰ اسفند ۱۳۵۹   | ۶ آبان ۱۳۶۴     | [ ۱۴ ]            |           |               |
| ۷   | موقت   | حسین نمازی (زادهٔ ۱۳۲۳)                | مهدوی کنی | ۲۰ اسفند ۱۳۵۹   | ۶ آبان ۱۳۶۴     | [ ۱۵ ]            |           |               |
| ۷   | سوم    | حسین نمازی (زادهٔ ۱۳۲۳)                | موسوی     | ۲۰ اسفند ۱۳۵۹   | ۶ آبان ۱۳۶۴     | [ ۱۶ ]            |           |               |
| –   |        | محمدناصر شرافت (زادهٔ ۱۳۱۸) سرپرست     | موسوی     |                 | آبان ۱۳۶۴       | دی ۱۳۶۴           | چهارم     | [ ۱۷ ]        |
| ۸   |        | محمدجواد ایروانی (زادهٔ ۱۳۲۷)          | موسوی     |                 | ۱۵ دی ۱۳۶۴      | ۷ شهریور ۱۳۶۸     | چهارم     | [ ۱۸ ]        |
| ۸   | [ ۱۹ ] | محمدجواد ایروانی (زادهٔ ۱۳۲۷)          | موسوی     |                 | ۱۵ دی ۱۳۶۴      | ۷ شهریور ۱۳۶۸     | چهارم     |               |
| ۹   |        | سید محسن نوربخش (۱۳۸۲–۱۳۲۷)           |           | ۷ شهریور ۱۳۶۸   | ۲۵ مرداد ۱۳۷۲   | پنجم              | هاشمی     | [ ۲۰ ]        |
| –   |        | عبدالحسین وهاجی (زادهٔ ؟) سرپرست       |           | ۲۵ مرداد ۱۳۷۲   | ۱۴ مهر ۱۳۷۲     | ششم               | هاشمی     | [ ۲۱ ]        |
| ۱۰  |        | مرتضی محمدخان (۱۴۰۱–۱۳۲۴)             |           | ۱۴ مهر ۱۳۷۲     | ۲۹ مرداد ۱۳۷۶   | ششم               | هاشمی     | [ ۲۲ ]        |
| (۷) |        | حسین نمازی (زادهٔ ۱۳۲۳)                |           | ۲۹ مرداد ۱۳۷۶   | ۳۱ مرداد ۱۳۸۰   | هفتم              | خاتمی     | [ ۲۳ ]        |
| ۱۱  |        | طهماسب مظاهری (زادهٔ ۱۳۳۲)             |           | ۳۱ مرداد ۱۳۸۰   | ۶ اردیبهشت ۱۳۸۳ | هشتم              | خاتمی     | [ ۲۴ ]        |
| ۱۲  |        | سید صفدر حسینی (زادهٔ ۱۳۳۳)            |           | ۶ اردیبهشت ۱۳۸۳ | ۲ شهریور ۱۳۸۴   | هشتم              | خاتمی     | [ ۲۵ ]        |
| ۱۳  |        | داود دانش‌جعفری (زادهٔ ۱۳۳۳)            |           | ۲ شهریور ۱۳۸۴   | ۳ اردیبهشت ۱۳۸۷ | نهم               | احمدی‌نژاد | [ ۲۶ ]        |
| –   |        | حسین صمصامی (زادهٔ ۱۳۴۶) سرپرست        |           | ۳ اردیبهشت ۱۳۸۷ | ۱۵ مرداد ۱۳۸۷   | نهم               | احمدی‌نژاد | [ ۲۷ ]        |
| ۱۴  |        | سید شمس‌الدین حسینی (زادهٔ ۱۳۴۶)        |           | ۱۵ مرداد ۱۳۸۷   | ۲۴ مرداد ۱۳۹۲   | نهم               | احمدی‌نژاد | [ ۲۸ ]        |
| ۱۴  | دهم    | سید شمس‌الدین حسینی (زادهٔ ۱۳۴۶)        | [ ۲۹ ]    | ۱۵ مرداد ۱۳۸۷   | ۲۴ مرداد ۱۳۹۲   |                   | احمدی‌نژاد |               |
| ۱۵  |        | علی طیب‌نیا (زادهٔ ۱۳۳۹)                |           | ۲۴ مرداد ۱۳۹۲   | ۲۹ مرداد ۱۳۹۶   | یازدهم            | روحانی    | [ ۳۰ ]        |
| ۱۶  |        | مسعود کرباسیان (زادهٔ ۱۳۳۵)            |           | ۲۹ مرداد ۱۳۹۶   | ۴ شهریور ۱۳۹۷   | دوازدهم           | روحانی    | [ ۳۱ ] [ ۳۲ ] |
| –   |        | سید رحمت‌الله اکرمی (زادهٔ ۱۳۳۹) سرپرست |           | ۵ شهریور ۱۳۹۷   | ۵ آبان ۱۳۹۷     | دوازدهم           | روحانی    | [ ۳۳ ]        |
| ۱۷  |        | فرهاد دژپسند (زادهٔ ۱۳۴۱)              |           | ۵ آبان ۱۳۹۷     | ۳ شهریور ۱۴۰۰   | دوازدهم           | روحانی    | [ ۳۴ ]        |
| ۱۸  |        | سید احسان خاندوزی (زادهٔ ۱۳۵۹)         |           | ۳ شهریور ۱۴۰۰   | ۳۱ مرداد ۱۴۰۳   | سیزدهم            | رئیسی     | [ ۳۵ ]        |
| ۱۹  |        | عبدالناصر همتی (زادهٔ ۱۳۳۶)            |           | ۳۱ مرداد ۱۴۰۳   | ۱۲ اسفند ۱۴۰۳   | چهاردهم           | پزشکیان   | [ ۳۶ ]        |
| –   |        | سید رحمت‌الله اکرمی (زادهٔ ۱۳۳۹) سرپرست |           | ۱۲ اسفند ۱۴۰۳   | ۱۴۰۴            | چهاردهم           | پزشکیان   | [ ۳۷ ]        |
| ۲۰  |        | سید علی مدنی‌زاده (زادهٔ ۱۳۶۱)          |           | ۱۴۰۴            | در حال تصدی     | چهاردهم           | پزشکیان   | [ ۳۸ ]        |